# Рихард Андерс
Рихард Андерс (на немски: Richard Anders) е германски поет, есеист и преводач. Смятан е за един от важните представители на немския литературен сюрреализъм.

## Биография
Рихард Андерс произхожда от заможно семейство на търговец на дървен материал в източнопруския град Отелсбург, дн. Шчитно, Полша. Момчето взима частни уроци, понеже не може да понесе враждебността на съучениците си. Още в ранни години написва първите си стихотворения.
През 1945 г. малко преди края на войната семейството бяга пред настъпващата Червена армия. Бащата загива, а Андерс успява да напусне Източна Прусия, но след много премеждия е заловен южно от Бремен и осъден на смърт като дезертьор. В суматохата на последните дни от войната присъдата остава неизпълнена.
След кратко интерниране и неуспешен опит да завърши училище Андерс се обучава за книжар в Марбург. Полага матура в абитуриентски курс за участници във войната.
През 1950 г. започва да следва психология в Хамбург, но скоро прекъсва поради заболяване от туберкулоза. След половингодишно лечение на легло от пневмоторакс в белодробна клиника Андерс подновява следването си по германистика и география, но прекъсва, за да получи обучение по библиография в Кьолн. След един семестър също прекъсва и накрая се завръща в Хамбург, където през 1959 г. завършва следването си.
Първите публикации на Рихард Андерс са от 1953 и 1954 г. в издаваното от Петер Рюмкорф списание „Между войните“ (Zwischen den Kriegen).
От 1955 до 1959 г. писателят за първи път се подлага на психотерапевтично лечение. Започва курс за гимназиален учител, но скоро прекъсва. През 1960 г. Андерс заминава за Гърция по покана на един граф. Издържа се като учител по немски език в Атина, като споделя жилището си с американски поет от бийт-поколението.

## Сюрреализъм
Рихард Андерс се завръща в Германия и през 1961/62 г. продължава лечението си с психотерапия, като под лекарски контрол за първи път приема халюциногени. Допълнително стимулиран от музика и танц, започва да експериментира с „автоматично писане“ (Écriture automatique).
От 1962 до 1964 г. е преподавател по немски език и литература в Загребския университет. В Париж Андерс посещава сбирките на парижките сюрреалисти около Андре Бретон в „Café La Promenade de Vénus“. Става член на кръга и сътрудничи като преводач в „Антология на черния хумор“ на Бретон.
От 1965 до 1969 г. Андерс се издържа като архивар за списание „Шпигел“ и вестник „Велт“
През 1969 г. излиза първата му стихосбирка „Разсъбличането на морето“ (Die Entkleidung des Meeres).
През 1970 г. Андерс се мести в Берлин, където живее като писател на свободна практика.
Умира през 2012 г. на 84-годишна възраст.

### Поезия
- Die Entkleidung des Meeres, 1969
- Preußische Zimmer, 1976
- Über der Stadtautobahn und andere Gedichte, 1980, 1985
- Kopfrollen, Gedichte, 1993
- Für Aloïse, Übersetzt nach einer Interlinearübersetzung aus dem Spanischen von Karlheinz Barck, 1994
- Weißes Entsetzen, 1996
- Die Pendeluhren haben Ausgangssperre. Ausgewählte und neue Gedichte, 1998
- Niemands Auge, Gedichte, 2006

### Проза
- Zeck. Geschichten, 1979
- Ödipus und die heilige Kuh, Kurzroman, 1979
- Ein Lieblingssohn, Roman, 1981
- Begegnung mit Hans Henny Jahnn. Aufzeichnungen 1951–1955, 1988
- Verscherzte Trümpfe. Prosa, 1993
- Fußspuren eines Nichtaufgetretenen, Aphorismen, 1996
- Hörig, Erzählungen, 1997
- Marihuana Hypnagogica. Protokolle I–II, 1997
- Zeck. Geschichten, 1999
- Marihuana Hypnagogica. Protokolle, 1997
- Marihuana Hypnagogica. Protokolle I–IV, 2002
- Wolkenlesen: über hypnagoge Halluzinationen, automatisches Schreiben und andere Inspirationsquellen, 2003
- Klackamusa. Zwischen preußischer Kindheit und Surrealismus. (K)ein Roman, Erweiterte Fassung von Ein Lieblingssohn, 2004
- Mit Gita in Indien. Eine Erzählung, 2005

## Награди и отличия
- 1984/85: Aufenthaltsstipendium der Döblin-Stiftung in Wewelsfleth
- 1995: Aufenthaltsstipendium des Berliner Senats in Pourrières
- 1998: Aufenthaltsstipendium des Berliner Senats in Schloss Wiepersdorf
- 1998: „Награда Волфганг Кьопен“ на град Грайфсвалд
- 2007: F.-C.-Weiskopf-Preis der Akademie der Künste (Berlin)